# Semibankirchtchina
 (novembre 2014).
Si vous disposez d'ouvrages ou d'articles de référence ou si vous connaissez des sites web de qualité traitant du thème abordé ici, merci de compléter l'article en donnant les références utiles à sa vérifiabilité et en les liant à la section « Notes et références ».
Semibankirchtchina (en russe : семибанкирщина, formé à partir de « семь банкиров » - « les sept banquiers ») est un groupe de sept banquiers oligarques russes, entourés d'autres personnalités, qui jouent un rôle politique et économique important dans la Russie des années 1990 et, malgré des dissensions internes, agissent de concert pour faire réélire Boris Eltsine en 1996.

## Membres
Les membres principaux sont sept oligarques et leurs sociétés :
1. Boris Berezovski, Sibneft ;
2. Mikhaïl Khodorkovski, banque Menatep ;
3. Mikhaïl Fridman, Alfa Group ;
4. Vladimir Goussinski, Media-Most ;
5. Vladimir Potanine, banque UNEXIM ;
6. Alexandre Smolenski, banque Stolichny ;
7. Vladimir Vinogradov, banque Inkombank.

Cependant, le groupe est en réalité composé de plus de sept personnes, dont toutes ne sont pas originaire du secteur bancaire

## Historique
Le terme de Semibankirchtchina est créé par le journaliste russe Andreï Fadine, dans un article du 14 novembre 1996 publié dans Obtchaïa Gazeta, en référence aux Sept boyards de l'histoire russe. La liste de ses membres provient d'un entretien accordé au Financial Times par Boris Berezovsky, où ce dernier affirme que ces sept membres détiennent plus de la moitié de l'économie russe et influencent les plus importantes décisions politiques du pays.
D'autres personnes rejoignent le groupe informel au milieu des années 1990, notamment l'oligarque géorgien Bidzina Ivanichvili et Vitali Malkine, homme d'affaires russe d'origine ukrainienne.
La baisse de leur influence est due à la volonté de Poutine de lutter contre ces oligarques libéraux. Déclarés personae non gratae, Boris Berezovsky et Vladimir Goussinski quittent la Russie en 2000 ; Berezovsky réside au Royaume-Uni jusqu'à son suicide présumé en 2013. Khodorkovski se voit confisquer ses biens et est emprisonné de 2003 à fin 2013. Smolenski dirige toujours une grande entreprise, mais n'a plus d'influence politique ; il meurt en 2024 à Tel Aviv. Vinogradov meurt en 2008. Seuls Fridman et Potanine conservent une partie de leur pouvoir.